# Табігат
Табіга́т (каз. Табиғат) — село у складі Аккольського району Акмолинської області Казахстану. Входить до складу Єнбецького сільського округу.
Населення — 58 осіб (2021; 95 у 2009, 245 у 1999, 487 у 1989).
Національний склад станом на 1989 рік:
- росіяни — 48 %
- казахи — 23 %.

У радянські часи село називалось Димитрово та Дмитрово, до 2018 року — Підлісне.